# Bittere Blumen
Bittere Blumen (engl. Titel Bitter Flowers, chinesisch:下海) ist ein international produziertes Filmdrama aus dem Jahr 2017 und das Regiedebüt des belgischen Regisseurs Olivier Meys, der auch am Drehbuch beteiligt war.
Meys tragische Protagonistin ist die Chinesin Lina, die ihre Familie in China verlässt und in der Hoffnung auf bessere Lebensbedingungen als Arbeitssuchende nach Frankreich kommt. Hauptdarstellerin Qi Xi ist auch aus dem Film Bis dann, mein Sohn bekannt.

## Handlung
Die 35-jährige Lina lässt ihren Mann und ihren Sohn in China zurück, um in Europa Arbeit zu finden. Ein Reisevermittler verspricht ihr, dass sie in Paris als Kindermädchen schnell genug Geld verdienen würde, um sich und ihrer Familie nach der Rückkehr ein besseres Leben zu ermöglichen und in ihrer Heimat, Dong Bei, ein eigenes Restaurant zu eröffnen. Vor Ort stellt sie jedoch fest, dass sie sich falsche Vorstellungen gemacht hat und sie als Kindermädchen keine Möglichkeiten hat, ihre Reisekosten zurückzuzahlen und ihre Familie zu unterstützen. Sie spricht kaum Französisch und arbeitet, aus Mangel an Alternativen, als Prostituierte, was sie ihrer Familie gegenüber verheimlicht. Dann folgt ihr jedoch die junge Ehefrau eines Verwandten unaufgefordert nach Paris, wo Lina nichts unversucht lässt, um die jüngere Frau davor zu bewahren, den gleichen Weg einzuschlagen.

## Veröffentlichung
Die Uraufführung war in Südkorea, wo der Film am 16. Oktober 2017 auf dem Busan International Film Festival gezeigt wurde. Weitere Filmfestivals, auf denen das Drama vor seiner Veröffentlichung im Kino gezeigt wurde, waren das Chicago International Film Festival und das Palm Springs International Film Festival.
In Deutschland wurde der Film auf Mandarin mit Untertiteln gezeigt, wobei er erst in Programmkinos und später auf arte gezeigt wurde.

## Rezension

### Kritik
Bei IMDb wird der Film auf Basis von 242 Bewertungen mit 6,9 von 10 Sternen bewertet. Die Redaktion von Cinema gibt den Film 5 von 5 Sternen und nennt ihn „sehr berührend“.

„Stilles Drama um Ausbeutung und die Sehnsucht nach Freundschaft, einfühlsam und mit dokumentarischer Zurückhaltung inszeniert. Fein eingesetzte Details und eine sensible Interpretation in der Hauptrolle zeichnen den Film aus, der keine laute Systemkritik betreibt, sondern sich auf seine Studie einer Ausgelieferten konzentriert.“

„Ein Drama der Wirtschaftsmigration, das umso stärker ist, als es mit leiser Stimme erzählt wird, mit unpathetischem Realismus und taktvoller Menschlichkeit, anhand von Figuren, die von rührender Genauigkeit sind.“

### Auszeichnungen und Nominierungen
Für den belgischen Magritte-Filmpreis war Bittere Blumen 2019 in den folgenden Kategorien nominiert: Bester Film, Beste Regie sowie Bestes Drehbuch und gewann die Auszeichnung als Bestes Erstlingswerk.
Bittere Blumen war darüber hinaus auf dem Chicago International Film Festival für den Gold Hugo nominiert sowie auf dem Palm Springs International Film Festival für den Audience Award.